# 滴滴打人
滴滴打人，最早源于《暴走大事件》的恶搞滴滴打车的幽默短片，该短片吸引网友注意，被转发突破百万计。后有一款名为滴滴打人的APP登录手机应用商城，称该应用可以叫人打架，从而引发争议。但该应用实为同城互助应用。用户可发布任务，支付一定的报酬，能够完成任务的用户可以接单。360应用平台、安卓市场已不再提供下载通道，不过在豌豆荚、安智市场等均还能下载该软件。软件开发公司称已着手研究，将“滴滴打人”APP软件名称变更。
2015年12月，暴走漫画推出手机游戏《滴滴打人》。